# خوان مورينو
خوان مورينو (بالإنجليزية: Juan Moreno) هو لاعب تايكوندو أمريكي، ولد في 1 أبريل 1971 في Libertyville, Illinois ‏ في الولايات المتحدة.

## وصلات خارجية
- خوان مورينو على موقع TaekwondoData.com (الإنجليزية)
- خوان مورينو على موقع TaekwondoData.com (الإنجليزية)
- خوان مورينو على موقع اللجنة الأولمبية الدولية (الإنجليزية)
- خوان مورينو على موقع أوليمبيديا (الإنجليزية)